# Verges (Catalunha)
Verges é um município da Espanha na comarca de Baix Empordà, província de Girona, comunidade autónoma da Catalunha. Tem 9,7 km² de área e em 2021 tinha 1 183 habitantes (densidade: 122 hab./km²).

## Demografia
| Variação demográfica do município entre 1991 e 2004[carece de fontes?] | Variação demográfica do município entre 1991 e 2004[carece de fontes?] | Variação demográfica do município entre 1991 e 2004[carece de fontes?] | Variação demográfica do município entre 1991 e 2004[carece de fontes?] |
| ---------------------------------------------------------------------- | ---------------------------------------------------------------------- | ---------------------------------------------------------------------- | ---------------------------------------------------------------------- |
| 1991                                                                   | 1996                                                                   | 2001                                                                   | 2004                                                                   |
| 1127                                                                   | 1090                                                                   | 1104                                                                   | 1155                                                                   |